# کنوت لوند
کنوت لوند (فنلاندی: Knut Lund; ۱۷ ژوئیهٔ ۱۸۹۱ – ۱۴ ژانویهٔ ۱۹۷۴) بازیکن فوتبال اهل فنلاند بود.
از باشگاه‌هایی که در آن بازی کرده‌است می‌توان به اشاره کرد.
وی همچنین در تیم ملی فوتبال فنلاند بازی کرده‌است.